# High Contrast

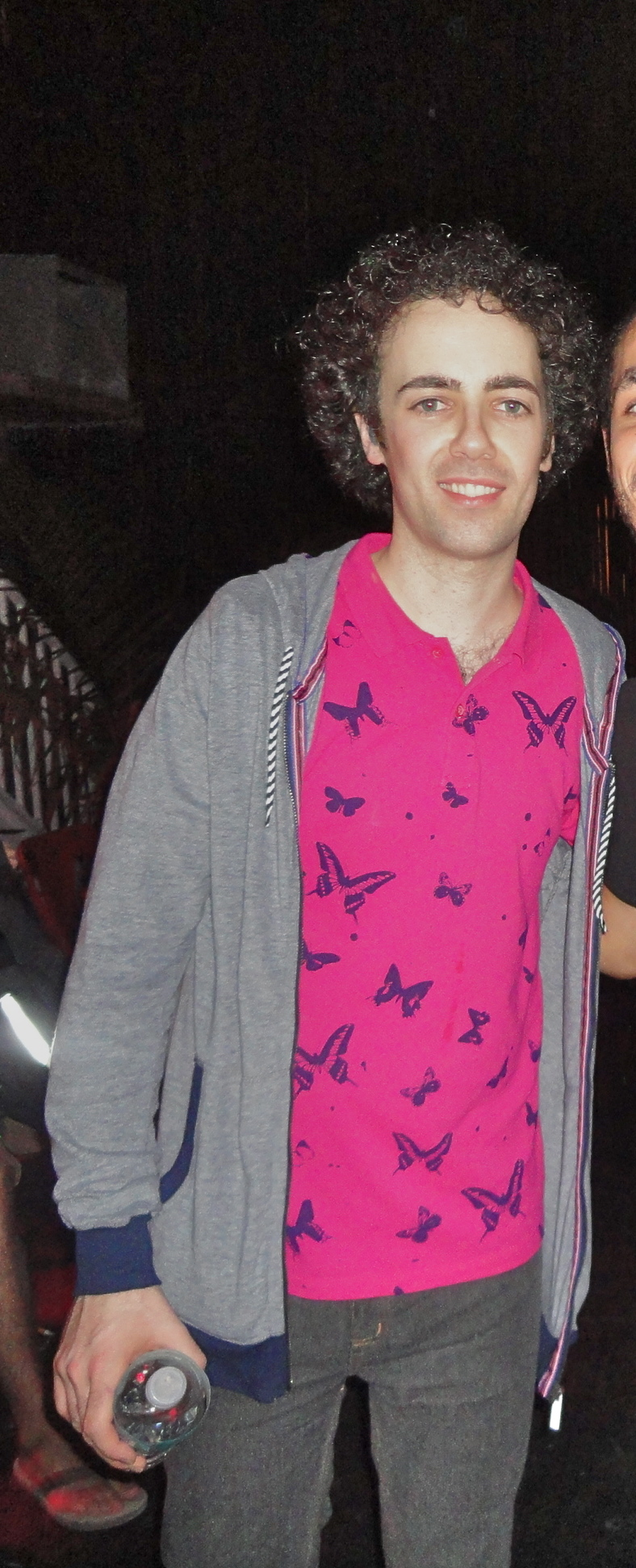
High Contrast (2011)

High Contrast (* 18. September 1979 in Cardiff; bürgerlich Lincoln Barrett) ist ein walisischer Drum-and-Bass-DJ und -Produzent. Er gilt als einer der Vorreiter des Liquid Funk und ist in den letzten Jahren neben zwei recht erfolgreichen Alben auch durch diverse Remixe, unter anderem für die White Stripes, Missy Elliott, Olive und den Future Sound of London, aufgefallen. Einige seiner Produktionen, unter anderem Return of Forever und Global Love haben es in die britischen Charts geschafft.

## Diskografie

### Alben
- True Colours (2002)
- High Society (2004)
- Tough Guys Don’t Dance (2007)
- Confidential (2009)
- The Agony and the Ecstasy (2012)
- Night Gallery (2017)
- Notes from the Underground (2020)
- Restoration (2024)

### Mix-Kompilationen
- Fabric Live 25 (2005)
- Watch the Ride – High Contrast (2008)
- Hospitality Presents This is Drum + Bass (2009)
- Isles of Wonder (2012)

### Singles
- Make it Tonight/Mermaid Scar (2001)
- Return of Forever (2001)
- Global Love (2001)
- Basement Track (2003)
- Love Sick (2004)
- Twilight’s Last Gleaming/Made it Last Night (2004)
- Racing Green/St Ives (2004)
- Angels – Fly (2004)
- When the Lights Go Down/Magic (2005)
- Days Go By/What We Do (2005)
- Everything’s Different (2007)
- If We Ever (2007, UK: Silber)
- Adele – Hometown Glory (High Contrast Remix) (2008)
- Eric Prydz – Pjanoo (High Contrast Remix) (2008)
- Utah Saints – Something Good ’08 (High Contrast Remix) (2008)
- Tiësto feat. Jónsi – Kaleidoscope (High Contrast Remix) (2009)
- High Contrast feat Tiësto and Underworld – The First Note Is Silent (2011)
- The Agony & The Ecstasy (feat. Selah Corbin) (2012)
- Spectrum Analyser / Some Things Never Change (2013)
- Who’s Loving You (feat. Clare Maguire) (2014)
- Adele – Hello (High Contrast Remix) (2015)
- How Love Begins (DJ Fresh & High Contrast feat. Dizzee Rascal, 2016)
- Remind Me (2016, UK: Silber)